# هکرها (فیلم)
هکرها (انگلیسی: Hackers) فیلمی آمریکایی در ژانر مهیج جنایی به کارگردانی ایان سافتلی و نویسندگی رافائل مورئو است که در سال ۱۹۹۵ منتشر شد.

## بازیگران
- جانی لی میلر
- آنجلینا جولی
- جس بردفورد
- متیو لیلارد
- فیشر استیونس
- لورین براکو
- آلبرتا واتسون
- مارک آنتونی